# ويلهلم آدم
ويلهلم آدم (بالألمانية: Wilhelm Adam)‏ هو عسكري ألماني، ولد في 15 سبتمبر 1877 في آنسباخ في ألمانيا، وتوفي في 8 أبريل 1949 في غارميش-بارتنكيرشن في ألمانيا.